# Hélène Desmarais
Hélène L. Blouin Desmarais,, née le 7 juin 1955, est une femme d'affaires canadienne (québécoise). Elle est présidente du conseil d'administration de HEC Montréal depuis 2003.

## Biographie
Hélène L. Blouin Desmarais est née en 1955  de parents entrepreneurs dans le domaine de l’assurance.
Elle est diplômée de HEC Montréal en 1979. En 1996, elle fonde un incubateur de PME technologiques, le Centre d'entreprises et d'innovation de Montréal (CEIM), dont elle est toujours la présidente du conseil d'administration et chef de la direction.
En 2003, elle devient la première femme à occuper la présidence du conseil de HEC Montréal et de l'Institut économique de Montréal. 
En 2009, elle est nommée par le ministre de la santé d'alors, Yves Bolduc, au conseil d'administration du CHUM. 
En 2009, elle est admisse comme membre de l'Ordre du Canada et est nommée Grande Montréalaise. Le 6 juin 2013, elle reçoit le titre d'officière de l'Ordre national du Québec. 
Elle fait partie d'un nombre important de conseils d'administration et de comités dans les secteurs publics et privés, économiques, de l'éducation et de la santé et est notamment administratrice de la corporation de sécurité Garda World et de Christian Dior,, ainsi que gouverneure du Forum économique international des Amériques.
En 2013, elle est nommée officière de l'Ordre national du Québec.
Hélène Desmarais est mariée à Paul Desmarais fils. La nouvel édifice de HEC Montréal au centre-ville porte son nom en reconnaissance de son engagement ainsi que d’un don de 7 millions $ de sa famille.

## Distinctions
- 2009 :  Membre de l'Ordre du Canada[10]
- 2013 :  Officière de l'Ordre national du Québec[14]